# WB 게임즈 보스턴
WB 게임즈 보스턴 주식회사(WB Games Boston Inc.)은 미국의 비디오 게임 개발사이다. WB 게임즈 보스턴은 사이버스페이스 주식회사로 1994년에 설립되었으며, 1995년에는 터빈 엔터테이먼트 소프트웨어 그룹으로, 2005년에는 터빈 주식회사로 이름을 변경했다.
2010년 4월 20일 워너 홈 비디오에 1억 6천만 달러에 인수되어 워너 브라더스 인터랙티브 엔터테인먼트의 자회사가 되었다.

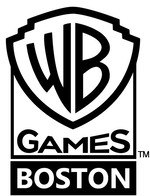
2018년과 2019년의 WB 게임즈 보스턴의 로고.